# 28e cérémonie des Los Angeles Film Critics Association Awards
La 29e cérémonie des Los Angeles Film Critics Association Awards (LAFCA Awards), décernés par la Los Angeles Film Critics Association, a eu lieu le 15 décembre 2002, et a récompensé les films réalisés dans l'année précendente.

## Palmarès
Note : la LAFCA décerne deux prix dans chaque catégorie ; le premier prix est indiqué en gras.

### Meilleur film
- Monsieur Schmidt (About Schmidt)
  - Loin du paradis (Far from Heaven)

### Meilleur réalisateur
- Pedro Almodóvar pour Parle avec elle (Hable con ella)
  - Todd Haynes pour Loin du paradis (Far from Heaven)

### Meilleur acteur
(ex æquo)
- Jack Nicholson pour le rôle de Warren Schmidt dans Monsieur Schmidt (About Schmidt)
- Daniel Day-Lewis pour le rôle de William Cutting dans Gangs of New York

### Meilleure actrice
- Julianne Moore pour le rôle de Cathleen « Cathy » Whitaker dans Loin du paradis (Far from Heaven)
- Julianne Moore pour le rôle de Laura Brown dans The Hours
  - Isabelle Huppert pour le rôle de Erika Kohut dans La Pianiste (Die Klavierspielerin)

### Meilleur acteur dans un second rôle
- Chris Cooper pour le rôle de John Laroche dans Adaptation.
  - Christopher Walken pour le rôle de Frank Abagnale dans Arrête-moi si tu peux (Catch Me If You Can)

### Meilleure actrice dans un second rôle
- Edie Falco pour le rôle de Marly Temple dans Sunshine State
  - Kathy Bates pour le rôle de Roberta Hertzel dans Monsieur Schmidt (About Schmidt)

### Meilleur scénario
- Monsieur Schmidt (About Schmidt) – Alexander Payne et Jim Taylor
  - Adaptation. – Charlie Kaufman

### Meilleurs décors
- Gangs of New York – Dante Ferretti
  - Loin du paradis (Far from Heaven) – Mark Friedberg

### Meilleure photographie
- Loin du paradis (Far from Heaven) – Edward Lachman
  - Les Sentiers de la perdition (Road to Perdition) – Conrad L. Hall

### Meilleure musique de film
- Loin du paradis (Far from Heaven) – Elmer Bernstein
  - The Hours – Philip Glass

### Meilleur film en langue étrangère
- Y tu mamá también  Mexique
  - Parle avec elle (Hable con ella)  Espagne

### Meilleur film d'animation
- Le Voyage de Chihiro (千と千尋の神隠し, Sen to Chihiro no kamikakushi)

### Meilleur film documentaire
- The Cockettes
  - Bowling for Columbine

### New Generation Award
- Lynne Ramsay – Morvern Callar

### Career Achievement Award
- Robert Altman

### Douglas Edwards Experimental/Independent Film/Video Award
- Arthur Penn

### Prix spécial
- Au film Lilo et Stitch (Lilo and Stitch) pour l'excellence dans la conception des personnages et l'animation.